# 出訪英國宮廷的法國大使
《出訪英國宮廷的法國大使》（德語：Die Gesandten）是一幅德國畫家小汉斯·霍尔拜因所創作的油畫，它創作於伊麗莎白一世出生當年。 《出訪英國宮廷的法國大使》除了包含雙人全身肖像以外，還有幾個物體，其含義產生許多爭論，目前收藏在倫敦國家畫廊。

## 內容

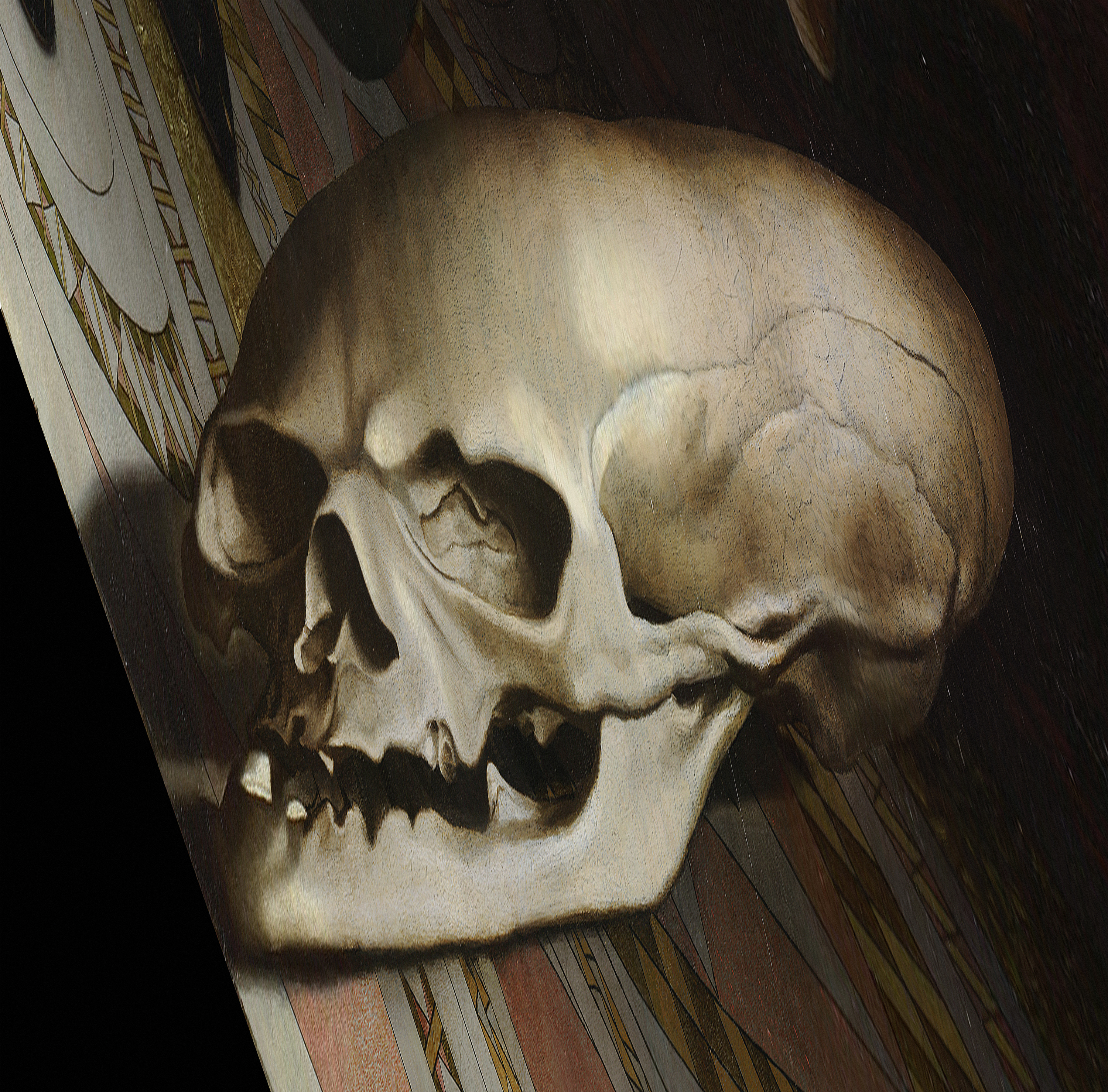
側角所見頭骨（1998年模擬）

《出訪英國宮廷的法國大使》包含雙人全身肖像，左邊是法國在1533年派駐英國大使丁特維爾（Jean de Dinteville），右邊是外交官、主教塞爾維（Georges de Selve）。
雙人全身肖像之間鋪著土耳其掛毯的木架分作上下兩層。上面一層擺放天文觀測和航海的儀器，包含天球儀、圓柱形日晷、四分儀、多面體日晷和轉矩，下面一層擺放著地球儀、數學書籍（裡面夾著一把象徵幾何的直角矩）、魯特琴和馬丁·路德讚美詩的唱頌集，這些物品象徵算術、幾何、天文、音樂這四門學科。
《出訪英國宮廷的法國大使》中最著名的圖像是底部中心的一個扭曲頭骨。該頭骨以變形的方式呈現，也是文藝復興時期早期的風格，也是一個視覺謎題，觀眾只能從右側高處或左側低處清楚的看到一個人類頭骨。藝術家認為《出訪英國宮廷的法國大使》這幅畫能代表三個層次：天堂（上層架子上的星盤和其他物體），人間（書架和下層架子上的樂器）和死亡（頭骨）。有些人這幅畫曾掛在樓梯間，所以當人們走上樓梯時可以清楚的看到人類頭骨。另一種可能性是小汉斯·霍尔拜因只是想要炫耀他的能力與技術，確保未來可以繼續獲得佣金。